# De Quebedo
De Quebedo is een familie van oude Spaanse adel, van wie leden tot de Belgische adel behoorden.

## Genealogie
- Joseph-Canut de Quebedo (Salamanca, 1791 - Paal, 1870) x Thérèse Philippart. Hij was Spaans militair, in 1830 Belgisch officier, overleden met de graad van majoor
  - Henri de Quebedo (zie hierna)
  - Léopold de Quebedo (zie hierna)
  - Henri de Quebedo, x Catherine Vilbois
    - Henri-Joseph de Quebedo (zie hierna)

## Henri de Quebedo
Henri Jean-Pierre de Quebedo (Doornik, 29 april 1824 - Elsene, 22 juni 1883) werd luitenant-generaal bij de cavalerie. In 1876 werd hij in de Belgische erfelijke adel opgenomen. Hij bleef vrijgezel.

## Léopold de Quebedo
Louis Joseph Léopold de Quebedo (Brussel, 3 april 1832 - Paal, 14 februari 1922) werd luitenant-kolonel bij de cavalerie. In 1876 werd hij in de Belgische erfelijke adel opgenomen. Hij trouwde in Etterbeek in 1861 met Joséphine Jacobs (1818-1901), dochter van Lambertus Jacobs, burgemeester van Hasselt. Het echtpaar bleef kinderloos.

## Henri de Quebedo
- Henri Joseph Félix de Quebedo (Brussel, 15 oktober 1861 - Namen, 12 april 1940) werd luitenant-kolonel van de cavalerie. Hij werd in 1937 opgenomen in de Belgische erfelijke adel. Hij trouwde in 1899 met Madeleine de Lamberts-Cortenbach (1875-1942). Het echtpaar kreeg zes kinderen.
  - Paul de Quebedo (1900-1981) trouwde in Etterbeek in 1925 met gravin Marguerite Cornet d'Elzius de Peissant (1897-1981). Het echtpaar had een enige dochter.

De adellijke familie de Quebedo is in 1940 uitgedoofd.